# Gomphrena marginata

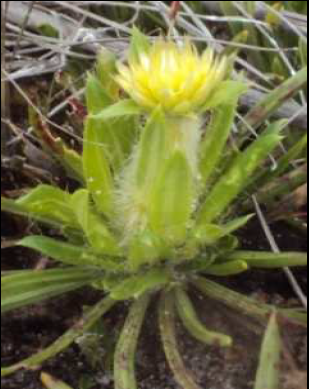
Características morfológicas gerais de Gomphrena marginata.

Espécie Gomphrena marginata  pertence a família Amaranthaceae.   O gênero Gomphrena possui aproximadamente 46 espécies no país e a maioria delas ocorre em áreas de Cerrados, campos rupestres e caatingas. G. marginata é uma herbácea que atinge no máximo 40 centímetros de altura, ereta e com folhas basais rosuladas e linear-lanceoladas de até sete centímetros de comprimento e quatro milímetros de largura com pelos nas margens. Apresenta inflorescências capituliformes, terminais, hemisféricas e longo-pendunculadas e perigônio amarelado com 1,2 centímetros de comprimento endêmica em campos rochosos, apresenta um órgão subterrâneo espessado semelhante a uma raiz tuberosa. Como espécie endêmica de Campos Rupestres esta possui adaptações para tolerar estresse hídrico, especialmente em suas raízes. Possuindo em sua raíz a ocorrência de frutanos acumuladas como tolerância a estresse hídrico. A existência deste tipo de carboidrato na raiz confere a espécie alterações em seu mecanismo de defesa para suportar períodos extensos de seca tendo em vista a sazonalidade, e as condições de solos que geralmente são rasos e arenosos, típicos de campos rupestres.  Além de frutanos ,análises de cromatografia de troca aniônica de alto desempenho (HPAEC-PAD) revelou o presença dos carboidratos solúveis glicose, frutose, sacarose, 1-kestose, 6-
kestose, nistose e frutanos com grau de polimerização (DP) até aproximadamente 40 unidades de frutose.
Risco de extinção
A regiões de distribuição da espécie sofrem com a intensa atividade mineradora, o ecoturismo, e o aumento da frequência de incêndios de origem antrópica, que em grande parte servem como ferramenta para o manuseio do solo visando a implementação de atividades agropecuárias, além da invasão de espécies exóticas. Tais ameaças corroboram o declínio constante da EOO, AOO, qualidade do hábitat e de subpopulações. Medidas de contenção e monitoramento das ameaças incidentes são necessárias a fim de manter a viabilidade da espécie na natureza, e evitar que configure em uma categoria de risco mais preocupante em um futuro próximo